# Storharkrankar
Storharkrankar (Tipulidae) är en familj av tvåvingar. Totalt finns det 15 270 arter och underarter inom storharkrankarna, över 10 000 av dessa har beskrivits av Charles Paul Alexander.